# Explorer 33
Explorer 33 (còn được gọi là AIMP-D, IMP-D, AIMP 1, Neo IMP 1, Nền tảng giám sát liên hành tinh-D) là một tàu vũ trụ trong chương trình Explorer do NASA phóng lên vào ngày 1 tháng 7 năm 1966 trong một nhiệm vụ thăm dò khoa học.

## Quỹ đạo
Ban đầu được dự định cho một quỹ đạo Mặt Trăng, bộ phận điều khiển nhiệm vụ lo ngại rằng quỹ đạo của tàu vũ trụ này quá nhanh để đảm bảo việc thu thập hình ảnh về Mặt Trăng. Do đó, các nhà quản lý sứ mệnh đã chọn một kế hoạch sao lưu đặt thủ công vào một quỹ đạo Trái đất lập dị với một điểm cận địa 265,679 km và một điểm viễn địa là 480.762 km - vẫn đạt tới khoảng cách xa quỹ đạo của Mặt Trăng.
Mặc dù không đạt được quỹ đạo mặt trăng dự định nhưng nhiệm vụ vẫn đạt được nhiều mục tiêu như ban đầu của nó trong việc khám phá gió mặt trời, plasma liên hành tinh và tia X mặt trời. Điều tra viên chính James Van Allen đã sử dụng các máy dò electron và proton trên tàu vũ trụ để điều tra hoạt động của hạt và tia X tích điện. Các nhà vật lý học vật lý học N. U. Crooker, Joan Feynman và J. T. Gosling đã sử dụng dữ liệu từ Explorer 33 để thiết lập mối quan hệ giữa từ trường Trái Đất và tốc độ gió mặt trời gần Trái Đất.